# Les Ancizes-Comps
Les Ancizes-Comps település Franciaországban, Puy-de-Dôme megyében. Lakosainak száma 1714 fő (2022. január 1.). Les Ancizes-Comps Chapdes-Beaufort, Miremont, Saint-Georges-de-Mons, Saint-Jacques-d’Ambur, Saint-Priest-des-Champs és Sauret-Besserve községekkel határos.

## Népesség
A település népességének változása:
| Lakosok száma | 1658 | 1590 | 1601 | 1610 | 1652 | 1694 | 1705 | 1699 | 1714 |
|               | 2013 | 2015 | 2016 | 2017 | 2018 | 2019 | 2020 | 2021 | 2022 |